# Pramathesh Chandra Barua

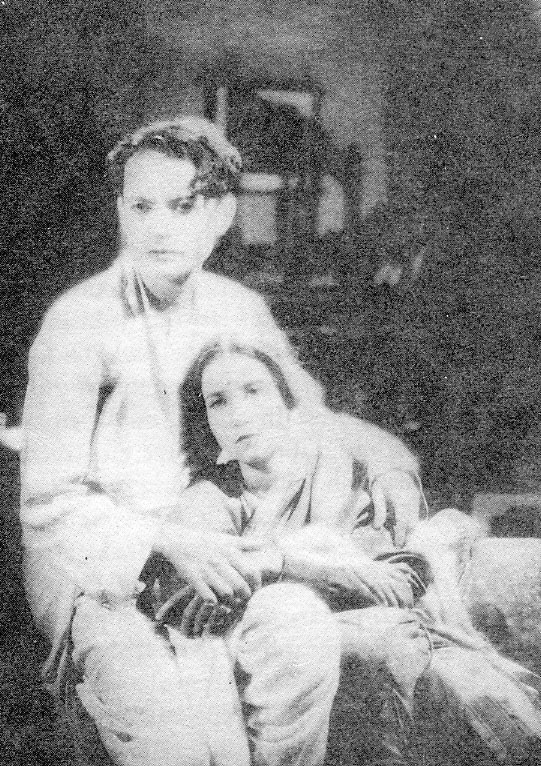
Pramathesh Chandra Barua

Pramathesh Chandra Barua (meist kurz P. C. Barua; Assamesisch: প্ৰমথেশ চন্দ্ৰ বৰুৱা, Pramatheś Candra Baruvā; * 24. Oktober 1903 in Gauripur, Assam; † 29. November 1951 in Kolkata, Westbengalen) war ein indischer Filmregisseur und Schauspieler.
P. C. Barua entstammt der gesellschaftlichen Oberschicht Assams und konnte somit nach seinem Studium nach Europa gehen, wo er sich besonders mit Kunst beschäftigte und mit den Filmen europäischer Regisseure vertraut wurde. Zurück in Indien kam er mit der heimischen Filmproduktion in Berührung und trat in Filmen Dhirendranath Gangulys auf. Sodann besorgte sich Barua moderne Ausrüstung in Europa und begann selbst zu filmen (Apradhi, 1931).
Mit Einführung des Tonfilms ging er mit Ganguly zu B. N. Sircars Filmgesellschaft New Theatres. 1935 drehte Barua Devdas nach dem gleichnamigen Roman von Sharat Chandra Chattopadhyay. Dieser Film war eine Abkehr von dem ansonsten vorherrschenden theatralischen Stil der Gestik und Deklamation indischer Filme. Es wurde eine Version in Bengalisch mit Barua selbst in der Hauptrolle und eine in Hindi mit K. L. Saigal in der Rolle des Devdas gedreht; der spätere Regisseur Bimal Roy war Kameramann. Der Film war ein bahnbrechender Erfolg, etablierte New Theatres endgültig als führendes Studio und brachte Saigal Starruhm. Devdas hat hernach zahlreiche Wiederverfilmungen in den verschiedenen Sprachen Indiens erlebt.
P. C. Barua wurde zum wichtigsten Regisseur der New Theatres der 1930er und 1940er Jahre. Er agierte auch weiterhin als Schauspieler und schrieb viele seiner Drehbücher selbst. Barua war mit der Schauspielerin Jamuna Barua verheiratet.